# Compositie (AB4570)
Compositie is een tekening van de Nederlandse kunstenaar Theo van Doesburg in het Centraal Museum in Utrecht. De code "AB4570" is ter onderscheiding van andere werken met dezelfde titel, en slaat op het inventarisnummer van de Rijksdienst voor het Cultureel Erfgoed, die het werk beheert.

## Voorstelling

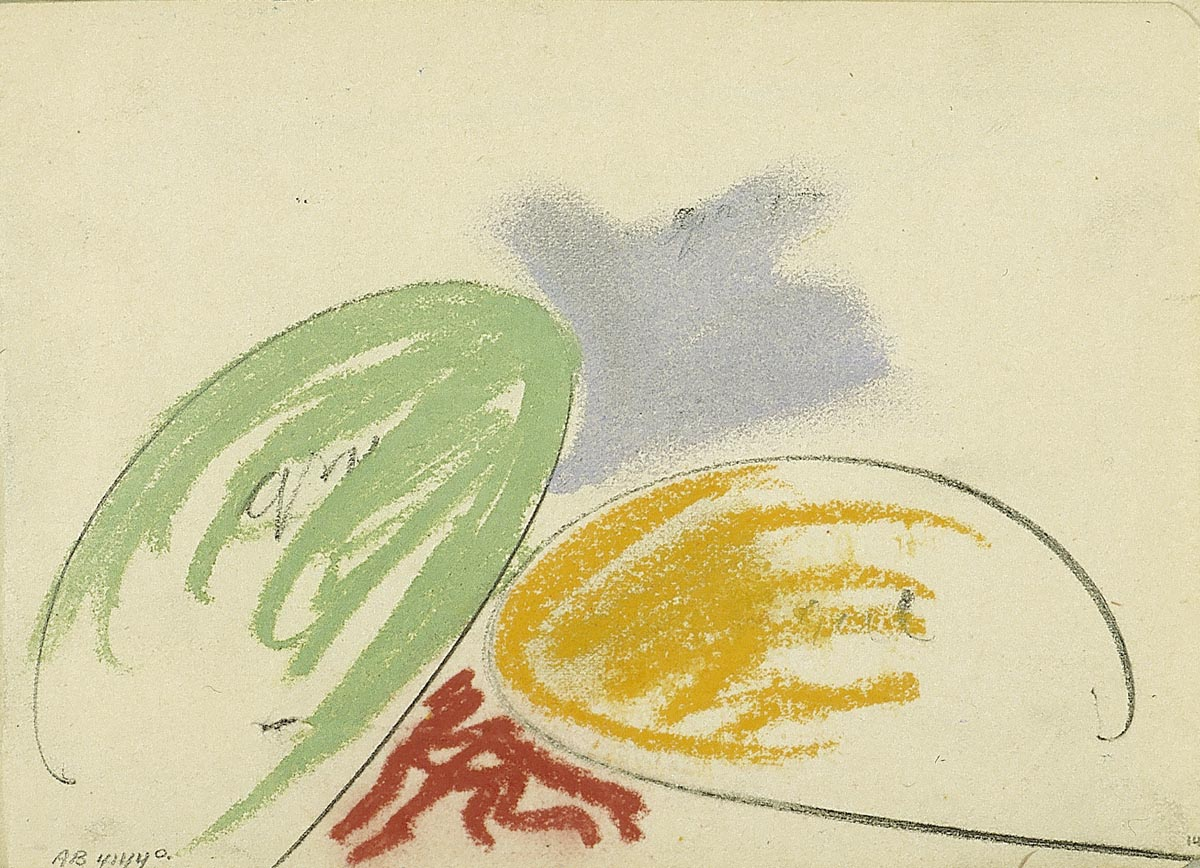
Compositie met twee ovale vormen. 1915. Utrecht, Centraal Museum.

Het stelt een abstracte compositie voor met twee ovale vormen tegen een blauwe achtergrond. Van Doesburg tekende het werk waarschijnlijk toen hij in Utrecht woonde. In een schetsboek met op de voorkant het opschrift ‘1915 / Utrecht’ bevindt zich een schets, die mogelijk als voorstudie diende voor de pasteltekening. Van Doesburg werd in september 1915 als sergeant-facteur in militaire dienst overgeplaatst naar Utrecht. Hier kwam hij via de amateur-schilder Gezienus ten Doesschate in contact met de expressionistische schilders Janus de Winter en Erich Wichmann. Onder invloed van deze schilders maakte Van Doesburg een aantal abstracte, visioenachtige werken, zoals Mouvement héroïque en de pasteltekening Compositie.

## Herkomst
Na Van Doesburgs dood in 1931 kwam het werk in bezit van zijn vrouw Nelly van Doesburg, die het in 1975 aan haar nicht Wies van Moorsel naliet. Van Moorsel schonk het in 1981 aan de Dienst Verspreide Rijkscollecties (nu Rijksdienst voor het Cultureel Erfgoed), die het in 1985 in blijvend bruikleen gaf aan het Centraal Museum.